# 古典ラテン語
古典ラテン語（こてんラテンご）とは、古典期の書き言葉のラテン語を指す。紀元前1世紀頃から紀元2世紀頃までの古代ローマ（共和政ローマ、ローマ帝国）で使われ、古典期ラテン語とも言う。古ラテン語の次の時代のラテン語に当たる。
後の中世、また現代において人々が学ぶラテン語とは、通常この古典ラテン語のことをいう。

## 概要
古典期のアルファベットは下記の23文字である。なお母音字 V は後の時代の U を表している。古ラテン語までは X までの21文字だったが、紀元の初めにギリシア語起源の外来語を表記するために Y と Z の２文字が使われるようになった。母音字は、A、I、V、E、O、Y の六つ。C は [k]、G は [g] と発音された。小文字は無く、大文字のみを用いた。
A、B、C、D、E、F、G、H、I、K、L、M、N、O、P、Q、R、S、T、V、X、Y、Z
母音には長音と短音があった。しかし綴りでは、ごく一時期を除き、長短音の表記上の区別はされなかった。
下記の二重母音（複母音）は一つの母音と見なされた。しかし綴りでは、「二つの母音の連続」との表記上の区別はされなかった。
AE、AV、EI、EV、OE、VI、OI、AI
母音字兼半母音字は二つの音価を持った：
I は [i] と [j] の音を表す。
V は [u] と [w] の音を表す。
アクセントは、現代ロマンス諸語に見られるような強勢アクセントだけではなく、古典ギリシア語から伝えられたと思われる、現代日本語のようなピッチアクセント（高低アクセント）もあった。
文法面では、古ラテン語の依格（処格、地格）は一部の地名などを除いて消滅し、呼格を含めれば六つの格が使用された。また古ラテン語の語尾 -os や -om は、古典期には -us, -um となった。
古典期までは、続け書き（scriptio continua、スクリプティオー・コンティーヌア）を用い、分かち書きにする習慣はなかった。碑文などでは、小さな中黒のようなもので単語を区切った事例がある。
当時の代表的な作家としては、ユリウス・カエサル、キケロ、ウェルギリウス、オウィディウス、ホラティウスなどがいる。黄金期、白銀期として扱われている。

## ギリシア語由来語
ギリシア語由来語の綴りと発音は、
- 母音字 Υ/υ は、ラテン語では Y/y と綴り、発音は /ju/ もしくは /juː/
- 子音字 Ζ/ζ は、ラテン語では Z/z と綴り、発音は /z/
- 有気子音字は（φ、θ、χ）、ラテン語では「無気子音字 + h」と綴り（ph, th, ch）、発音は無気子音（/p/, /t/, /k/）
- 無声子音字 ρ （語頭）は、ラテン語では rh と綴り、発音は有声の /r/

## 古典期の話し言葉の発音の変化
古典期の話し言葉では、以下に関して古ラテン語の綴り通りの発音から変化が生じ、元来の発音が廃れていった。
- 「長母音 + I + 母音」  →  「二重母音[3] + /j/ + 母音」の発音へ変化（例：TRŌIA /troija/ トロイヤ）
- bs と bt   →  /ps/ と /pt/ の発音へ変化
- ae と oe   →  /ai/ と /ɔi/ の発音へ変化[4]

## 民衆の話し言葉の発音の変化
民衆の日常の話し言葉（俗ラテン語）では、
- 文末の -s は後ろに母音が続かない限り発音されない場合があった。
- AV (au) は ō /oː/ と発音した。

### 後世のロマンス諸語
ロマンス諸語では、
- C が [s],  [tʃ] と発音されるようになった
- G が [ʒ],  [dʒ] と発音されるようになった
- V [w] が [v] と発音されるようになった
- ph の綴りは /f/ と発音される